# Квіти лугові
Квіти лугові — радянський художній фільм 1980 року, знятий на Одеській кіностудії.

## Сюжет
У розпал літньої сесії, бувши студентом педагогічного ВНЗ, Ігор Приходько вирішує залишити інститут. Своїй шкільній подрузі й майже нареченій Олені він пояснює цей крок так: «Не хочу обманювати ні себе, ні державу! Треба визначатися». Випадкова зустріч на пароплаві з Ксенією, душевний настрій якої був багато в чому схожий на його, приводить юнака в село Лужки, де живе і працює ця чарівна дівчина. Пробувши якийсь час тут, серед сільської молоді, Ігор знову ненадовго повернеться додому, ненадовго, бо серце знову покличе його в Лужки, де йому судилося знайти своє місце в житті, свою справжню велику любов…

## У ролях
- Галина Мороз — Ксенія Жаворонкова
- Валерій Пугашкін — Ігор Приходько
- Володимир Андреєв — Петро
- Олег Ісаєв — Сашко Чорний
- Артур Богатов — Сашко Білий
- Любов Руденко — Галя велика
- Наталія Жогло — Галя маленька
- Катерина Мазова — Олена
- Ксенія Ніколаєва — Тося
- Алла Будницька — Алла Вікторівна, мати Ігоря
- В'ячеслав Воронін — Василь Приходько, батько Ігоря
- Геннадій Болотов — Іван Федорович, голова колгоспу
- Борис Новиков — Тарас Кузьмич
- Алла Дубчак — Танюшка
- Ігор Шкурін — приятель Олени
- Юлія Колесніченко — епізод
- Віктор Швець — епізод

## Знімальна група
- Режисер-постановник — Вадим Лисенко
- Сценарист — Валентин Єжов
- Оператор-постановник — Віталій Калашников
- Композитор — Олександр Злотник
- Художник-постановник — Галина Щербина
- Редактор — Тамара Хміадашвілі
- Звукооператор — Костянтин Купріянов